# Kárpátia
Kárpátia je maďarská hudební skupina, jež hraje tzv. "národní rock". Byla založena v roce 2003. Texty skupiny se zabývají především dějinami Maďarska, obzvláště nejnovějšími. V mnoha písničkách vystupuje sentiment po ztracených územích na základě Trianonské smlouvy, které v minulosti patřily Uhersku a na kterých dodnes žije značná maďarská menšina. Taktéž litují zániku maďarského království a ukončení irrendenty, kterou prováděl Miklós Horthy během druhé světové války.

## Složení
- Attila Bankó: bicí souprava
- Tamás Bíró: vokál, kytara
- Levente Csiszér: vokál, kytara
- Gábor Galántai: klávesové nástroje
- János Petrás: basová kytara, zpěv

## Diskografie
- Hol vagytok, székelyek? (2003)
- Így volt! Így lesz! (2003)
- Tűzzel, vassal (2004)
- Hősi énekek (2005)
- Piros, fehér, zöld (2006)
- Istenért, hazáért (2007)
- Idők szava (2008)
- Regnum Marianum (2009)
- Szebb Jövőt! (2009)
- Utolsó percig (2010)
- Bujdosók (2011)
- Justice for Hungary (2011)
- Rendületlenül (2012)
- Legio (Limitált kiadvány) (2013)
- A Száműzött (2013)
- Bátraké a szerencse (2014)
- Tartsd szárazon a puskaport (2015)
- Territórium (2016)